# I Like Chopin
«I Like Chopin» es una canción del cantante y compositor italiano Gazebo de su álbum de estudio debut, Gazebo (1983). Alcanzó el número uno en varias listas nacionales europeas. También llegó al Top 5 en Argentina y Uruguay. La música fue compuesta por Pierluigi Giombini y la letra fue escrita por Gazebo.

## Lista de canciones y formatos
- Sencillo italiano de 7"

A. "I Like Chopin" – 4:09
B. "I Like Chopin" (Instrumental) – 4:20
- Maxi alemán de 12"

A. "I Like Chopin" – 7:40
B. "I Like Chopin" (Instrumental) – 7:55

## Posicionamientos en listas
| Lista (1983–1984)                                | Máxima Posición |
| ------------------------------------------------ | --------------- |
| Argentina (CAPIF)                                | 5               |
| Austria (Ö3 Austria Top 40)                      | 1               |
| Bélgica (Flandes) (Ultratop 50)                  | 3               |
| Dinamaraca (IFPI)                                | 1               |
| Finlandia (Suomen virallinen lista)              | 1               |
| Italia (Musica e dischi)                         | 1               |
| Japón (Oricon Singles Chart)                     | 9               |
| Países Bajos (Dutch Top 40)                      | 5               |
| Países Bajos (Mega Single Top 100)               | 7               |
| Portugal (AFP)                                   | 1               |
| España (AFYVE)                                   | 1               |
| Suiza (Schweizer Hitparade)                      | 1               |
| Uruguay (CUD)                                    | 2               |
| Alemania Occidental (Offizielle Deutsche Charts) | 1               |

## Otras versiones
- En 1984, la cantante y actriz japonesa Asami Kobayashi grabó una versión en japonés de la canción titulada "Amaoto wa Chopin no Shirabe" (en japonés: 雨音はショパンの調べ; "Sonrisas y lágrimas es la música de Chopin", con letra de Yumi Arai. La canción alcanzó la cima de la lista de sencillos de Oricon durante tres semanas.
- En 1985, el cantante y músico soviético Serg Minaev grabó una versión en ruso de la composición (llamada "Chopin"), que se incluyó en el álbum "Collage".

## Músicos[15]
- Gazebo – voces
- Pierluigi Giombini – sintetizadores, piano y caja de ritmos

- Gianpaolo Bresciani – mezcla